# آتنا فرقدانی
آتنا فرقدانی نقاش، کارتونیست و کنشگر حقوق کودکان اهل ایران است. فرقدانی در سال ۱۳۹۳ به خاطر کشیدن طرحی از نمایندگان مجلس از ادامه تحصیل در مقطع کارشناسی ارشد منع و به زندان محکوم شد.

## زندگی‌نامه
آتنا فرقدانی دانش‌آموخته رشتهٔ نقاشی از دانشگاه الزهرا است. وی که با معدل کل ۱۹٫۷۸ و رتبه برتر کل دانشگاه الزهرا در مقطع کارشناسی در رشتهٔ هنر از دانشجویان نخبه و استعدادهای درخشان این دانشگاه بود، به‌دلیل کشیدن طرحی از نمایندگان مجلس، از ادامه تحصیل در مقطع کارشناسی ارشد، منع گردید. آتنا علاوه بر فعالیت‌های هنری در انجمن پشتیبانی از کودکان کار به کودکان نقاشی نیز درس می‌داد.

## بازداشت
آتنا فرقدانی در شهریور ۱۳۹۳ به خاطر طراحی‌هایش (از جمله طرحی که از نمایندگان مجلس شورای اسلامی کشیده بود) و همچنین دیدار با خانواده‌های زندانیان سیاسی و خانواده‌های کشته شدگان عاشورای ۸۸ بازداشت شد. مأموران در هنگام بازداشت منزل وی را مورد بازرسی قرار داده و وسایل شخصی او را ضبط کردند. او دو ماه در بند ۲ الف سپاه پاسداران انقلاب اسلامی تحت بازداشت و بازجویی قرار داشته و به صورت بلاتکلیف در این بازداشتگاه نگهداری می‌شد. در طی این مدت تحت فشارهای روحی بسیاری قرار داشت و علی‌رغم اتمام بازجویی‌ها اما از آزادی او (ولو با قرار وثیقه) و نیز ملاقات وی با خانواده ممانعت به عمل می‌آمد؛ به همین دلایل، وی در تاریخ ۹ مهرماه ۱۳۹۳ به همراه غنچه قوامی که با وی هم‌سلولی بود، دست به اعتصاب غذا زده و از روز یازدهم این اعتصاب را به صورت خشک (پرهیز از خوردن آب و مایعات علاوه بر غذا) ادامه داد. اما پس از وخامت وضع جسمی‌اش به دستور قاضی صلواتی با قرار وثیقهٔ بسیار سنگین تا برگزاری دادگاه از زندان آزاد شد.
به گفتهٔ وی تبلیغ علیه نظام، اقدام علیه امنیت کشور، تجمع و تبانی با افراد مخالف جمهوری اسلامی، انتقاد به نمایندگان مجلس از طریق مهارت نقاشی و انتقاد به مقام رهبری و سپاه پاسداران و سه قوه، ازجمله اتهامات موجود در پروندهٔ وی هستند.

### آزادی از زندان، افشاگری و بازداشت دوباره
فرقدانی پس از آزادی از زندان در مورد وضعیت زندانیان سیاسی و زندان به صورت آشکار سخن گفت که دلیل این تصمیم خود را، در مصاحبه با جرس چنین برشمرد: «برای شرح آنچه در مدت بازداشت بر سرم آمده تردید داشتم اما وقتی با برخی از بزرگان مشورت کردم، گفتند اگر این مسائل گفته شود و اطلاع‌رسانی شود در مورد زندانیان دیگر بیشتر حواسشان را جمع می‌کنند. البته امیدوارم زندانی سیاسی نداشته باشیم اما اکنون که داریم حداقل باید با آن‌ها برخورد بد نشود. در واقع می‌خواهم آنچه بر سر من اتفاق افتاد دیگر بر سر هیچ زندانی دیگری نیاید. البته بازجوها می‌گفتند دیدی اینکه می‌گویند شکنجه در زندان است دروغ است، به آنها جواب دادم که درست است، از ضرب‌وشتم و شکنجه جسمی الان برای من خبری نیست اما اینکه الان راحت دارید من را بازجویی می‌کنید و سایه‌ای که من و امثال من امروز در زیر آن نشستیم، به خاطر دستان کسانی مانند «هدی صابر» ها و «ستار بهشتی» هاست که روزی درختی برایمان کاشتند. اگر آن اتفاقات افشا نشده بود من الان راحت اینجا نمی‌نشستم که سران کشور را نقد کنم.»
پس از آزادی از بازداشتگاه بند ۲ الف متعلق به سپاه پاسداران، در آذرماه ۱۳۹۳ فرقدانی با انتشار ویدئویی به افشاگری در مورد وجود دوربینهای مداربسته در دستشویی‌ها و حمام‌های بند زنان در بند ۲ الف سپاه پرداخت و جزئیات ضرب و شتم و هتک حرمت خود از سوی چند زندانبان زن را بازگو نمود. به گفتهٔ فرقدانی وی در این مورد نامه‌های بسیاری به مقامات و مسئولان نظام جمهوری اسلامی ایران نوشت، ولی این نامه‌ها بی‌پاسخ ماند. در نتیجه وی پیامی ویدئویی (ضبط شده در دوم آذرماه ۱۳۹۳) در اینترنت منتشر کرد
پس از انتشار این ویدئو، شعبه ۱۵ دادگاه انقلاب به ریاست ابوالقاسم صلواتی در هفتم دی ماه وی را بار دیگر احضار کرد. آتنا فرقدانی پیش از مراجعه به دادگاه با انتشار یادداشتی در صفحه فیسبوکش متن دفاعیهٔ خود را خطاب به علی خامنه‌ای، رهبر جمهوری اسلامی، منتشر کرد. وی که شنبه بیستم دی برای دادرسی در دادگاه حاضر شده بود، پس از ضرب و شتم در دادگاه و در پیش چشمان نگران خانواده‌اش بازداشت و به زندان قرچک ورامین منتقل شد.

### جشن تولد در کنار کودکان کار
در تاریخ ۹ بهمن ۱۳۹۳ جمعی از فعالان حقوق کودک و دوستان آتنا جشن تولدش را در کنار کودکان کار (خیابانی) جشن گرفتند و هدایای خود را به کودکان تقدیم کردند.

## اعتصاب غذا
آتنا فرقدانی در ۲۱ بهمن ۱۳۹۳ در زندان قرچک ورامین اقدام به اعتصاب غذای تَر کرد. وی دلایل این اعتصاب غذا را اعتراض به شرایط غیرانسانی نگهداری همه زندانیان زن اعم از عادی و سیاسی در زندان قرچک ورامین، اعتراض به روند انتقال زندانیان سیاسی ازجمله نگار حائری (وکیل دادگستری)، حکیمه شکری (از زندانیان جنبش سبز)، رؤیا صابری نژاد و بسمه الجبوری (زنی عراقی که در سال ۱۳۹۰ در تهران توسط نیروهای اطلاعاتی و امنیتی در فرودگاه بازداشت شد و در شعبه ۱۵ دادگاه انقلاب تهران به ریاست صلواتی به اتهام جاسوسی برای آمریکا از طریق سفارت این کشور در عراق به تحمل ۵ سال حبس محکوم شد) به زندان قرچک ورامین و همچنین اعتراض به انتقال غیرقانونی خودش به زندان قرچک ورامین و درخواست بازگرداندن هرچه سریعتر به زندان اوین عنوان نمود. در اعتصاب غذای تر معمول این است که به جز آب، زندانی روزی ۹ تا ۱۵ حبه قند می‌خورد و همچنین مقداری نمک. بدون خوردن نمک و قند مغز و کلیه خیلی سریع آسیب می‌بیند. اما در این اعتصاب غذا آتنا از خوردن نمک و قند هم خودداری کرده و هرچقدر هم دوستانش به او اصرار کردند که هر روز کمی نمک و چند تا قند بخورد قبول نکرده بود که این مسئله بسیار وضعیتش را نگران‌کننده کرده بود. به گفتهٔ محمد مقیمی وکیل آتنا، وی در روز چهارشنبه ۶ اسفند ۱۳۹۳ در شانزدهمین روز از اعتصاب غذا دچار حمله قلبی شده و برای چند دقیقه دچار بیهوشی شد. محمد مقیمی در این مورد گفت: «پس از اینکه موکلم به هوش آمده بنا بر اظهارات وی در بهداری زندان پزشک وجود نداشته و اشخاصی قصد تزریق سرم به موکلم را داشته‌اند که با مقاومت وی روبرو شده‌اند». در همین رابطه بیش از ۱۱۶ فعال مدنی، خانواده‌های زندانیان سیاسی و خانواده‌های جانباختگان اعتراضات بعد از انتخابات جنجال‌برانگیز ۱۳۸۸ هم با امضای نامه‌ای هشدار دادند که هر لحظه بیم آن می‌رود که فاجعه‌ای جبران نشدنی روی دهد و آتنا به کما برود.
سرانجام ۶ روز پس از بستری شدن او در بیمارستان، قاضی صلواتی با انتقال او به بند زنان زندان اوین موافقت کرد و آتنا فرقدانی پس از موافقت قضایی با انتقالش به زندان اوین، اعتصاب غذای خود را شکست.

## دادرسی
در خرداد ماه ۱۳۹۴ شعبه ۱۵ دادگاه انقلاب اسلامی، آتنا فرقدانی را با سه اتهام «اجتماع و تبانی علیه امنیت ملی»، «فعالیت تبلیغی علیه نظام» و «توهین به رهبری، رئیس‌جمهور، نمایندگان مجلس و مأموران بند ۲ الف سپاه در حین بازجویی‌اش» به ۱۲ سال و ۹ ماه حبس محکوم کرد. به گفتهٔ محمد مقیمی وکیل فرقدانی در صورت اعمال ماده ۱۳۴ قانون جدید مجازات اسلامی، امکان کاهش این حکم به هفت سال و نیم حبس وجود داشت.

## موارد نقض حقوق بشر در پرونده
سازمان حقوق بشری «عدالت برای ایران» طی گزارشی در دی ماه ۱۳۹۳ به ارائه موارد نقض حقوق بشر در پرونده آتنا فرقدانی پرداخته است که این موارد عبارتند از:
- نقض اصل منع بازداشت خودسرانه با دستگیری بدون ارائه حکم
- نقض حق دسترسی به مشاوره حقوقی و ملاقات با وکیل
- نقض اصل ممنوعیت شکنجه
- نقض حقوق شهروندی و ممانعت از تماس و ملاقات با خانواده
- نقض حقوق زندانی برای دسترسی به خدمات بهداشتی و درمانی
- نقض اصول دادرسی منصفانه
- نقض حق رسیدگی به دادخواست شهروندان در رابطه با نقض حقوق بشر
- نقض حق ادامه تحصیل

## تست بکارت اجباری
سازمان «عدالت برای ایران» مهرماه ۱۳۹۴، خبر انجام اجباری تست بکارت روی آتنا فرقدانی در مرداد ۱۳۹۴ را منتشر کرد. انتشار این خبر با تکذیب مادر و محمد مقیمی، وکیل آتنا فرقدانی مواجه شد. پس از آن سازمان عفو بین‌الملل با صدور بیانیه‌ای در تأیید انجام تست بکارت ابراز داشت که آتنا فرقدانی به اتهام «رابطه نامشروع» مجبور به انجام «آزمایش بکارت» شده است. یادداشت آتنا فرقدانی که از زندان به بیرون درز کرده و این سازمان آن را دیده است، دلیل تأیید «آزمایش بکارت» توسط این سازمان عنوان شد. بر اساس بیانیه این سازمان، خانم فرقدانی در این یادداشت نوشته است که مأموران قوه قضاییه او را ۲۱ مرداد ۱۳۹۴ (دوازدهم اوت ۲۰۱۵) به یک مرکز بهداشتی خارج از زندان برده‌اند و او را مجبور کرده‌اند به خاطر انجام تحقیقات در مورد پرونده‌اش این آزمایش را انجام دهد.

## تجدید نظر در حکم
به گزارش خبرگزاری هرانا، در اردیبهشت ۱۳۹۵ شعبه ۵۴ دادگاه تجدید نظر استان تهران با نقض حکم دادگاه بدوی آتنا فرقدانی، محکومیت وی را از ۱۲ سال و ۹ ماه حبس تعزیری به ۱۸ ماه حبس کاهش داد.
به گفتهٔ محمد مقیمی وکیل آتنا فرقدانی برابر حکم دادگاه تجدیدنظر، موکل ایشان از اتهام «اجتماع و تبانی برای ارتکاب جرم علیه امنیت کشور» تبرئه و ۳ سال حبس وی نیز به اتهام «توهین به مقام معظم رهبری» به مدت ۴ سال تعلیق شد. همچنین، محکومیت ۹ ماه حبس وی به اتهام‌های «توهین به ریاست جمهور کنونی، توهین به نمایندگان مجلس شورای اسلامی و توهین به مأموران بند ۲ الف زندان اوین» به جزای نقدی تبدیل گردید و در خصوص اتهام «فعالیت تبلیغی علیه نظام جمهوری اسلامی ایران» نیز محکومیت ۱۸ ماه حبس وی در دادگاه بدوی به‌طورعینی تأیید شد.

## آزادی از زندان
آتنا فرقدانی با کاهش زمان حبسش در دادگاه تجدیدنظر، سرانجام در روز سه‌شنبه ۱۴ اردیبهشت‌ماه ۱۳۹۵، از زندان اوین آزاد شد.

## بازداشت دوباره ۱۷ خرداد ۱۴۰۲
محمد مقیمی در گفتگو با صدای آمریکا می‌گوید؛ آتنا فرقدانی، پس از آزادی در سال ۹۵ از سوی نهادهای امنیتی مورد اذیت و آزار قرار گرفته و حریم خصوصی وی مورد تعرض قرار می‌گرفت. اعتراض وی به این آزارها، بهانه‌ای برای تشکیل پرونده به اتهام اخلال در نظم عمومی و بازداشتش شد. مقیمی تصریح کرد: «آتنا در زندان قرچک زندانی که محل نگهداری متهمان جرایم خطرناک ازجمله پرونده‌های مواد مخدر است، به‌سر می‌برد» و با بیان اینکه آتنا هنگام انتقال به زندان در صحت و سلامت کامل بوده افزود: «مسئولیت جان موکلم با تک تک مقامات جمهوری اسلامی، از ذیل تا صدر آن است». محمد مقیمی در ۳۰ خرداد ۱۴۰۲ اعلام کرد: «موکلم آتنا فرقدانی متوجه مسموم بودن غذایش در زندان قرچک شده و از خوردن آن خودداری کرده است. وقتی به بوفه زندان برای تهیه غذا مراجعه کرده توسط چند مجرم خطرناک که از سوی نظام اجیر شده‌اند، مورد ضرب و جرح قرار می‌گیرد و هچنین، آنان قصد داشتند که با زور به آتنا غذای زندان را بخورانند که با مقاومت وی روبرو شدند؛ بنابراین، ۹ روز است که وی به علت مسموم بودن غذای زندان، از خوردن غذا امتناع کرده و جانش با خطر جدی روبرو است». فرقدانی به ایران اینترنشنال گفت مأموران زندان در تاریخ ۳۰ خرداد او را در حالی که هوشیاری خود را از دست داده بود به بیمارستان منتقل و در بخش مراقبت‌های ویژه، رها می‌کنند.
محمد مقیمی ۲۱ خرداد ۱۴۰۳ در شبکه اجتماعی ایکس نوشت فرقدانی «از سوی شعبه ۲۶ دادگاه انقلاب به اتهامات توهین به مقدسات به ۵ سال و تبلیغ علیه نظام به ۱ سال حبس محکوم» شده است. محمد مقیمی در ۲۰ آذر ۱۴۰۳ خبر داد که آتنا فرقدانی از زندان اوین آزاد شد. صفحه اینستاگرام فرقدانی نیز از آزادی او خبر داد.

## جایزه‌ها و افتخارها
- جایزهٔ شجاعت درکشیدن کاریکاتور از سوی شبکهٔ بین‌المللی حقوق کاریکاتوریست‌ها (CRNI) در سال ۲۰۱۵. آتنا فرقدانی اولین زن در جهان است که به صورت انفرادی برندهٔ این جایزه جهانی شده است. این جایزه در تاریخ ۵ سپتامبر ۲۰۱۵ در مراسمی هم‌زمان با نشست سالانهٔ انجمن کاریکاتوریست‌های مطبوعات آمریکا به صورت غیابی از سوی رابرت راسل، بنیان‌گذار و مدیر اجرایی این شبکهٔ بین‌المللی به آتنا فرقدانی اهدا شد.[۳۳]
- جایزه حقوق بشر واتسلاو هاول در سال ۲۰۱۶. این جایزه که به نام واتسلاو هاول رئیس‌جمهوری پیشین جمهوری چک نامگذاری شده است، از سال ۲۰۱۳ میلادی هر سال به افراد یا نهادهایی اعطا می‌شود که در زمینه حقوق بشر و رشد جوامع مدنی فعالیت می‌کنند.[۳۴]